# Osiek (powiat włocławski)
Osiek – wieś w Polsce położona w województwie kujawsko-pomorskim, w powiecie włocławskim, w gminie Fabianki.
W latach 1975–1998 miejscowość należała administracyjnie do województwa włocławskiego. Według Narodowego Spisu Powszechnego (III 2011 r.) liczyła 112 mieszkańców. Jest piętnastą co do wielkości miejscowością gminy Fabianki.